# Camponotus subtruncatus
Camponotus subtruncatus é uma espécie de inseto do gênero Camponotus, pertencente à família Formicidae.